# گاگلووو
گاگلووو (به صربی: Gaglovo) یک منطقهٔ مسکونی در صربستان است که در ناحیه راسینا واقع شده‌است. گاگلووو ۸۱۱ نفر جمعیت دارد.